# Хлопонин, Пётр Андреевич
Пётр Андре́евич Хлопо́нин (10 мая 1947, хутор Заречье, Миллеровский район, Ростовская область — 21 октября 2021) ― российский гистолог, доктор медицинских наук, профессор.

## Биография
Родился Пётр Андреевич 10 мая 1947 года в хуторе Заречье Миллеровского района Ростовской области.
В 1965 году окончил с золотой медалью среднюю школу и в этом же году поступил на лечебно-профилактический факультет Ростовского государственного медицинского института. Под руководством О. Н. Байштрука Пётр Андреевич занимался в научном студенческом кружке кафедры гистологии. Его наставником была профессор Анастасия Александровна Колосова. После окончания Ростовского государственного медицинского института в 1971 году Пётр Хлопонин был принят в аспирантуру при кафедре гистологии, которую окончил в 1974 году. В 1972 году Пётр Андреевич организовал лабораторию электронной микроскопии при кафедре и внедрил этот высокоинформативный метод в её работу. В 1975 году он защитил кандидатскую диссертацию на тему: «Эмбриональный и постэмбриональный гистогенез миокарда желудочков и предсердий сердца птиц». С 1978 года Пётр Хлопонин был доцентом кафедры. В городе Киеве он защитил докторскую диссертацию на тему: «Сравнительно-морфологические аспекты гистогенеза и реактивных изменений тканей сердца позвоночных» (1989).
С 1988 года Пётр Андреевич Хлопонин работает заведующим кафедрой гистологии, цитологии и эмбриологии Ростовского государственного медицинского университета и одновременно в 1978―1992 годах он возглавлял деканат подготовительного отделения Ростовского государственного медицинского института. В 1991 году П. А. Хлопонину присвоено учёное звание ― профессор.
Пётр Андреевич высококвалифицированный гистолог, оказывает консультативную помощь в научных разработках многим сотрудникам других подразделений университета, а также медицинских высших учебных заведениях России и Украины.
Хлопонин Пётр Андреевич ― один из ведущих специалистов-гистологов Юга России в области кардиоморфологии, он является членом специализированных диссертационных советов при Ростовском государственном медицинском университете и при Волгоградской медицинской академии и председателем координационного совета Ростовского Ордена Дружбы народов медицинского института (подпрограмма «Медико-биологические науки»).
Под его руководством защищено 5 докторских диссертаций, 12 кандидатских диссертации, из них 6 — посвящены морфологической характеристике изменений в развивающемся и поврежденном сердце. Является автором более 140 научных работ, которые опубликованы в России и за рубежом. Пётр Андреевич был участником и читал доклады на симпозиумах, совещаниях, съездах, конференциях, форумах. Профессор Пётр Андреевич Хлопонин является ведущим специалистом Российской Федерации в изучении развития, строения и регенерации сердечной мышечной ткани, других тканей сердца. В 2001 году П. А. Хлопониным был написан раздел «Сердечная мышечная ткань» в «Руководстве по гистологии».